# Tå migh går sorg och nödh uppå
Tå migh går sorg och nödh uppå är en psalm av okänd författare. Den återfinns i Göteborgspsalmboken 1650 och i 1695 års psalmbok. Melodin som anges i 1697 års koralbok är av Burkhard Waldis och ingick i hans Der Psalter, In Newe Gesangs weise und künstliche Reimen gebracht, tryckt i Frankfurt 1553. Psalmen är en parafras på Konung Davids psalm i Psaltaren 120.
Melodin förekommer rikligt i svensk psalmtradition; i 1697 års koralbok sex gånger som melodi till nr 62, nr 202, nr 223, nr 238 "Var glad, min själ, och fatta mod" och nr 325. Melodin används även till Johan Olof Wallins "O Gud, ditt rike ingen ser" (nr 199  i 1819 års psalmbok).

## Publicerad i
- 1572 års psalmbok med titeln TÅ migh går sorgh och nödh uppå under rubriken "Någhra Davidz Psalmer".[1]

- Göteborgspsalmboken under rubriken "Om Lögn och thes Löön".[2]
- 1695 års psalmbok som nummer 94 under rubriken "Konung Davids Psalmer".